# Rhododendron liangshanicum
Rhododendron liangshanicum är en ljungväxtart som beskrevs av Z.J.Zhao. Rhododendron liangshanicum ingår i släktet rododendron, och familjen ljungväxter. Inga underarter finns listade i Catalogue of Life.